# Campylaspides spinifer
Campylaspides spinifer är en kräftdjursart som beskrevs av Jones 1973. Campylaspides spinifer ingår i släktet Campylaspides och familjen Nannastacidae. Inga underarter finns listade i Catalogue of Life.